# NGC 5273
NGC 5273 is een lensvormig sterrenstelsel in het sterrenbeeld Jachthonden. Het hemelobject werd op 1 mei 1785 ontdekt door de Duits-Britse astronoom William Herschel.

## Synoniemen
- UGC 8675
- MCG 6-30-72
- ZWG 190.41
- KCPG 391A
- PGC 48521